# Las Mesas de Santa Inés
Las Mesas de Santa Inés är en ort i Mexiko.   Den ligger i kommunen Pinal de Amoles och delstaten Querétaro Arteaga, i den centrala delen av landet, 210 km norr om huvudstaden Mexico City. Las Mesas de Santa Inés ligger 1 555 meter över havet och antalet invånare är 195.
Terrängen runt Las Mesas de Santa Inés är bergig åt nordväst, men åt sydost är den kuperad. Runt Las Mesas de Santa Inés är det glesbefolkat, med 17 invånare per kvadratkilometer. Närmaste större samhälle är Jalpan, 19,2 km öster om Las Mesas de Santa Inés. I omgivningarna runt Las Mesas de Santa Inés växer huvudsakligen savannskog.